# Raiateastar
Der Raiateastar (Aplonis ulietensis) ist eine ausgestorbene Sperlingsvogelart von der Insel Raiatea in den Gesellschaftsinseln, von der heute nur noch die Originalbeschreibung und eine Zeichnung von Georg Forster existiert. Früher wurde sie traditionell unter dem Trivialnamen Ulieta-„Drossel“ (Turdus ulietensis) den Drosseln zugeordnet. Nach der Entdeckung von Überresten des ausgestorbenen Huahine-Stars (Aplonis diluvialis) auf Huahine in den Gesellschaftsinseln in den 1980er Jahren gehen die gegenwärtigen Vermutungen eher in die Richtung, dass es sich bei dieser Vogelart um einen Vertreter aus der Gattung der Singstare (Aplonis) handeln könnte.

## Merkmale
Das von den Forsters gesammelte Exemplar, ein Weibchen, war nach Angaben von John Latham 22 cm lang. Die Oberseite war schwärzlich. Alle Federn hatten rötlich braune Säume, einschließlich der Flügeldecken und der zwölf Steuerfedern. Der Schwanz war gerundet. Der Kopf war schwärzlich-braun gezeichnet. Die Unterseite war ockerfarben. Die Iris war dunkelgelb. Die Beinen waren schwarz. Der rötlich perlfarbene Schnabel hatte eine Länge von etwa 32 mm. Er war an der Spitze eingekerbt.

## Systematik
Diese Art ist nur von einer Aquarellzeichnung des verlorengegangenen Typusexemplars aus dem Jahr 1774, zeitgenössischen Beschreibungen und einigen kurzen Feldnotizen bekannt. Der Künstler war Georg Forster, der gemeinsam mit seinem Vater Johann Reinhold Forster als Naturforscher an Bord der HMS Resolution an der zweiten Reise von James Cook in den Pazifik teilnahm. Die Cook-Expedition besuchte Raiatea (früher Ulieta) im Mai und Juni 1774. Das Gemälde, das sich im Natural History Museum in London befindet, ist mit der Aufschrift „Raiatea, Weibchen, 1. Juni 1774“ betitelt und zeigt das Exemplar, das sich im Besitz der Forsters befand, bevor es in die Sammlung von Sir Joseph Banks gelangte und später verschwand. Dieses Exemplar wurde 1783 von John Latham als Bay Thrush in seinem Werk General Synopsis of Birds beschrieben. Da Latham jedoch nur den englischen Trivialnamen verwendete, veröffentlichte Johann Friedrich Gmelin 1789 den wissenschaftlichen Namen Turdus ulietensis.

## Lebensweise
Die einzigen Aufzeichnungen über einen lebenden Vogel stammen von Johann Reinhold Forster, der bemerkte, dass diese Art eine weiche, flötenartige Stimme hatte und das Dickicht in den Tälern bewohnte.

## Trivia
2005 veröffentlichte der Schriftsteller Martin Davies einen Roman mit dem Titel The Conjuror’s Bird: A Novel, in dem dieser Vogel eine wichtige Rolle spielt.